# Liste von Musiklabels/T

## T
| Name Musiklabel                         | Land                   | Sitz                                | Gründer                                                                                     | Jahr-Von            | Jahr-Bis          | Labelcode                                | Website               | Mutterlabel                              | Details |
| --------------------------------------- | ---------------------- | ----------------------------------- | ------------------------------------------------------------------------------------------- | ------------------- | ----------------- | ---------------------------------------- | --------------------- | ---------------------------------------- | --- |
| T-Neck Records                          | Vereinigte Staaten     |                                     | The Isley Brothers                                                                          | 1964                |                   |                                          |                       |                                          | |
| T.A. Music                              | Russland               |                                     |                                                                                             |                     |                   |                                          |                       |                                          | |
| Taang! Records                          | Vereinigte Staaten     |                                     | Curtis Casella                                                                              | 1984                |                   |                                          |                       |                                          | |
| Table of the Elements                   | Vereinigte Staaten     |                                     |                                                                                             | 1993                |                   |                                          |                       |                                          | |
| Tabu Recordings                         | Norwegen               |                                     |                                                                                             | 2003                |                   |                                          |                       | Tuba Records                             | |
| Tabu Records                            | Vereinigte Staaten     |                                     | Clarence Avant                                                                              | 1975                | 1996              |                                          |                       | Demon Music Group                        | |
| Tacet (Label)                           | Deutschland            |                                     | Andreas Spreer                                                                              | 1989                |                   |                                          |                       |                                          | |
| TAG Recordings                          | Vereinigte Staaten     |                                     |                                                                                             | 1994                | 1996              |                                          |                       | Atlantic Records                         | |
| Take Fo' Records                        | Vereinigte Staaten     |                                     | Earl J. Mackie, Eldon Anderson, Terry Wilburn und Henry F. Holden                           | 1992                |                   |                                          |                       |                                          | |
| Takeover MGMT                           | Deutschland            |                                     | Robert Ivankovic                                                                            | 2013                |                   |                                          |                       |                                          | |
| Takeover Records                        | Vereinigte Staaten     |                                     | Ben Harper                                                                                  | 1997                |                   |                                          |                       |                                          | |
| Takoma Records                          | Vereinigte Staaten     |                                     | John Fahey, Norman Pierce und ED Denson                                                     | 1959/60             |                   |                                          |                       |                                          | Der Takoma-Katalog wurde in den 1970er Jahren von Chrysalis, anschließend von Allegiance, im Jahr 1995 von Fantasy Records aufgekauft, die ihrerseits 2004 von der Concord Music Group übernommen wurden. |
| Talitres                                | Frankreich             |                                     | Sean Bouchard, Xavier Simon                                                                 | 2000                |                   |                                          |                       |                                          | |
| Talkin' Loud                            | Vereinigtes Königreich |                                     | Gilles Peterson                                                                             | 1990                |                   |                                          |                       |                                          | |
| Tallac Records                          | Frankreich             |                                     | Elie Yaffa (Booba)                                                                          | 2004                |                   |                                          |                       |                                          | |
| Talos Records                           | Vereinigte Staaten     |                                     | Charles Douglas und Carl Sanders,                                                           | 1958                | 1971              |                                          |                       |                                          | |
| Tamla Records                           | Vereinigte Staaten     |                                     | Berry Gordy Jr.                                                                             | 1959                | 1960              |                                          |                       | Motown Record Corporation                | Das 1960 gegründete Schwesterlabel Motown Records wurde mit Tamla Records am 14. April 1960 verschmolzen und zur Mutterfirma Motown Record Corporation umbenannt.                                         |
| Tampa Records                           | Vereinigte Staaten     |                                     | Robert „Bob“ Scherman und Irving Shorten                                                    | 1955                | 1965              |                                          |                       |                                          | |
| Tangerine Records (1963)                | Vereinigte Staaten     |                                     | Ray Charles                                                                                 | 1962                | 1973              |                                          |                       |                                          | |
| Tangerine Records (1992)                | Vereinigtes Königreich |                                     | Paul Bevoir                                                                                 | 1992                |                   |                                          |                       |                                          | |
| Tankcrimes                              | Vereinigte Staaten     |                                     | Scotty Heath                                                                                | 2002                |                   |                                          |                       |                                          | |
| Tanta Roba                              | Italien                | Mailand                             | DJ Harsh und Guè Pequeno                                                                    | 2011                |                   |                                          | Website               |                                          | |
| TANZA                                   | Neuseeland             |                                     |                                                                                             | 1949                | 1956              |                                          |                       | Radio Corporation of New Zealand Limited | |
| TANZKOLLEKTIV                           | Deutschland            | Berlin                              | Max van der Rose                                                                            | 2006                |                   | LC15526                                  |                       |                                          | |
| Tapete Records                          | Deutschland            |                                     | Gunther Buskies, Dirk Darmstaedter                                                          | 2002                |                   | LC 12227                                 |                       |                                          | |
| Tara Music label                        | Irland                 |                                     | John Cook, Jack Fitzgerald                                                                  | 1972                |                   |                                          |                       |                                          | |
| Tarantulas Records                      | Vereinigte Staaten     |                                     | The Explosion                                                                               | 2002                |                   |                                          |                       |                                          | |
| Tarantura                               | Japan                  |                                     |                                                                                             |                     |                   |                                          |                       |                                          | |
| Taste Media                             | Vereinigtes Königreich |                                     | Safta Jaffery und Dennis Smith                                                              |                     |                   |                                          |                       |                                          | |
| Taylor Gang Records                     | Vereinigte Staaten     |                                     | Wiz Khalifa                                                                                 | 2008                |                   |                                          |                       |                                          | |
| Tayster and Rojac Records               | Vereinigte Staaten     |                                     | Fat Jack Taylor                                                                             | 1979                | 1984              |                                          |                       |                                          | |
| TCB Records                             | Schweiz                |                                     | Peter Schmidlin                                                                             | 1988                |                   |                                          |                       |                                          | |
| TCR                                     | Vereinigtes Königreich |                                     | Rennie Pilgrem                                                                              | 1993                |                   |                                          |                       |                                          | |
| TDRS Music                              | Vereinigte Staaten     | Chatsworth                          | Travis Dickerson                                                                            | 2000                |                   |                                          |                       |                                          | |
| Tea Pot Records                         | Schweden               |                                     |                                                                                             |                     |                   |                                          |                       |                                          | |
| Team Love                               | Vereinigte Staaten     | New Paltz, New York                 | Conor Oberst und Nate Krenkel                                                               | 2003                |                   |                                          |                       |                                          | |
| Techno Drome International              | Deutschland            | Frankfurt am Main                   | Andreas Tomalla                                                                             | 1987                | 1992              | LC 6350                                  |                       |                                          | |
| Tee Pee Records                         | Vereinigte Staaten     |                                     | Peter Schmidlin                                                                             | 1993                |                   |                                          |                       |                                          | |
| Tee Productions                         | Norwegen               | Oslo                                | Tommy Tee                                                                                   |                     |                   |                                          |                       |                                          | |
| Tee Records                             | Vereinigtes Königreich |                                     | Thompson Twins                                                                              | 1981                |                   |                                          |                       |                                          | |
| Teem Records                            | Vereinigte Staaten     |                                     |                                                                                             |                     | Erloschen         |                                          |                       | Ace Records                              | |
| Teenage Rebel Records                   | Deutschland            |                                     | Rüdiger Thomas                                                                              | 1988                |                   | LC 02458                                 |                       |                                          | |
| Teenage USA Recordings                  | Kanada                 | Toronto                             | Phil Klygo und Mark DiPietro                                                                | 1997                |                   |                                          |                       |                                          | |
| TeenBeat Records                        | Vereinigte Staaten     | Washington, D.C.                    | Mark Robinson                                                                               | 1984                |                   |                                          |                       |                                          | |
| Teichiku Records                        | Japan                  |                                     |                                                                                             |                     |                   |                                          |                       | Teichiku Entertainment, Inc.             | |
| Telamo                                  | Deutschland            |                                     | Ken Otremba                                                                                 | 2012                |                   |                                          |                       |                                          | |
| Telarc International Corporation        | Vereinigte Staaten     | Cleveland, Ohio                     | Jack Renner und Robert Woods                                                                | 1977                |                   |                                          |                       | Concord Music Group                      | |
| Teldec                                  | Deutschland            |                                     |                                                                                             | 1932                |                   |                                          |                       |                                          | |
| Telegraph Records                       | Frankreich             |                                     | Alexandre Petit und Éric Dalbin                                                             | 1995                |                   |                                          |                       |                                          | |
| Telepathic Records                      | Vereinigte Staaten     |                                     | Fred Giannelli                                                                              | 1991                |                   |                                          |                       |                                          | |
| Teleprompt Records                      | Vereinigte Staaten     | Franklin, TN                        | Tedd T, Paul Meany und Kevin Kookogey                                                       | 2003                | 2015              |                                          |                       |                                          | |
| Telstar Records                         | Vereinigtes Königreich |                                     | Sean O’Brien und Neil Palmer                                                                | 1982                | 2004              |                                          |                       |                                          | |
| Temple Records (1978 UK label)          | Vereinigtes Königreich | Midlothian                          | Robin Morton                                                                                | 1978                |                   |                                          |                       |                                          | |
| Temple Records                          | Vereinigtes Königreich |                                     | Genesis P-Orridge                                                                           | 1984                |                   |                                          |                       |                                          | |
| Temple US Records                       | Vereinigte Staaten     | Arlington                           | Robin Morton                                                                                | Ende 1970er Jahre   |                   |                                          |                       |                                          | |
| Tempo (Label)                           | Deutschland            |                                     | Otto Stahmann                                                                               | 1931                | 1979              |                                          |                       |                                          | |
| Tempo Records                           | Vereinigtes Königreich |                                     |                                                                                             | 1946                | 1960              |                                          |                       |                                          | |
| Tempo Records                           | Vereinigte Staaten     | Hollywood                           | Irving B. Fogel                                                                             |                     |                   |                                          |                       |                                          | |
| Tempo-Tone Records                      | Vereinigte Staaten     |                                     | Irving Taman                                                                                | 1948 1976           | 1949              |                                          |                       |                                          | |
| Temporary Residence Limited             | Vereinigte Staaten     |                                     |                                                                                             | 1995                |                   |                                          |                       |                                          | |
| Ten12 Records                           | Vereinigte Staaten     | New York City                       |                                                                                             | 2004                |                   |                                          |                       |                                          | |
| Tender Loving Empire                    | Vereinigte Staaten     | Portland                            | Brianne Mees und Jared Mees                                                                 | 2005                |                   |                                          |                       |                                          | |
| Tennessee Records                       | Vereinigte Staaten     |                                     | Alan Bubis und Reynold Bubis                                                                | 1950                |                   |                                          |                       |                                          | |
| Tent Show Records                       | Vereinigte Staaten     |                                     | Murder by Death                                                                             |                     |                   |                                          |                       | East West Records                        | |
| Terminal M                              | Deutschland            | Berlin                              | Monika Kruse                                                                                | 2000                |                   | LC 11679                                 | Website               |                                          | |
| Terrasound Records                      | Österreich             |                                     | Reinhard Resch                                                                              |                     |                   |                                          |                       |                                          | |
| Terror Squad                            | Vereinigte Staaten     | New York City                       | Fat Joe                                                                                     | 1992                |                   |                                          |                       |                                          | |
| Tesco Organisation                      | Deutschland            |                                     | Joachim Kohl und Klaus Hilger                                                               | 1987                |                   |                                          |                       |                                          | |
| Test Tube Records                       | Vereinigte Staaten     | Los Angeles                         | Chris Trent                                                                                 | 1978                |                   |                                          |                       |                                          | |
| Testament Records                       | Vereinigtes Königreich |                                     |                                                                                             |                     |                   |                                          |                       |                                          | |
| Testament Records                       | Vereinigte Staaten     |                                     | Pete Welding                                                                                | 1963                | 1994              |                                          |                       |                                          | 1994 wurde der gesamte Testament-Katalog an HighTone Records verkauft |
| Tetragrammaton Records                  | Vereinigte Staaten     |                                     | Roy Silver, Bruce Post Campbell, Marvin Deane und Bill Cosby                                | 1968                | 1969              |                                          |                       |                                          | |
| Tetrapod Spools                         | Vereinigte Staaten     | Encinitas                           | Louie Easley Hanley und Mark Tucker.                                                        | 1969                |                   |                                          |                       |                                          | |
| Texas Hotel Records                     | Vereinigte Staaten     | Santa Monica                        |                                                                                             | 1985                | 1996              |                                          |                       |                                          | |
| TFR Records                             | Vereinigte Staaten     | Raleigh                             | Matt Fury                                                                                   | 2003                |                   |                                          |                       |                                          | |
| The Amazing Kornyfone Record Label      | Vereinigte Staaten     |                                     |                                                                                             | 1970er Jahre        | Erloschen         |                                          |                       |                                          | |
| The Artisan Era                         | Vereinigte Staaten     | Nashville                           | Malcolm Pugh und Mike Low                                                                   |                     |                   |                                          |                       |                                          | |
| The Bedtime Record                      | Vereinigte Staaten     | Chattanooga                         | Jake Cunningham                                                                             | 1997                |                   |                                          |                       |                                          | |
| The Black Wall Street Records           | Vereinigte Staaten     |                                     | The Game und George „Big Fase 100“ Taylor                                                   | 2004                |                   |                                          |                       |                                          | |
| The C Kunspyruhzy                       | Vereinigte Staaten     |                                     | George Clinton                                                                              | 2003                |                   |                                          |                       |                                          | |
| The Church Within Records               | Deutschland            | Lohne                               | Oliver Richling                                                                             | 2006                |                   |                                          | Website               |                                          | |
| The Control Group                       | Vereinigte Staaten     | Seattle                             | Nabil Ayers                                                                                 | 2002                |                   |                                          |                       |                                          | |
| The Elephant 6 Recording Company        | Vereinigte Staaten     | Athens                              | Robert Schneider, Bill Doss, Will Cullen Hart, Jeff Mangum, Hilarie Sidney und Jim McIntyre | 1991                |                   |                                          |                       |                                          | |
| The End Records                         | Vereinigte Staaten     | New York City                       | Andreas Katsambas                                                                           | 1998                |                   |                                          |                       |                                          | |
| The Flenser                             | Vereinigte Staaten     | San Francisco                       |                                                                                             | 2010                |                   |                                          |                       |                                          | |
| The Ford Plant                          | Kanada                 | Brantford                           | Tim Ford                                                                                    | 2002                |                   |                                          |                       |                                          | |
| The Goldmind Inc.                       | Vereinigte Staaten     |                                     | Missy „Misdemeanor“ Elliott                                                                 | 1997                |                   |                                          |                       |                                          | |
| The Groove Thing                        | Schweden               | Stocksund                           |                                                                                             |                     |                   |                                          |                       |                                          | |
| The Inc. Records                        | Vereinigte Staaten     |                                     | Irv Gotti                                                                                   | 1997                |                   |                                          |                       |                                          | |
| The Island Def Jam Music Group          | Vereinigte Staaten     | New York City                       |                                                                                             | 1998                | 2014              |                                          |                       | Universal Music Group                    | |
| The Leaf Label                          | Vereinigtes Königreich | Yorkshire                           | Tony Morley und Julian Carrera                                                              | 1994                |                   |                                          |                       |                                          | |
| The Meny-X                              | Deutschland            | Pulheim                             |                                                                                             |                     |                   |                                          |                       |                                          | |
| The Militia Group                       | Vereinigte Staaten     | Long Beach                          | Chad Pearson                                                                                | 1998                | 2012              |                                          |                       |                                          | |
| The Moonshine Conspiracy                | Vereinigte Staaten     | Ventura                             | Emmett Malloy, die Malloy Brüder und Jack Johnson                                           | 1998                |                   |                                          |                       |                                          | |
| The Music Cartel                        | Vereinigte Staaten     | Port Washington                     | Eric Lemasters                                                                              | 1998                | 2005              |                                          |                       |                                          | |
| The Mylene Sheath                       | Vereinigte Staaten     | Covington                           | Joel Proper und Lindsay Palmer                                                              | 2007                |                   |                                          |                       |                                          | |
| The Noise Company                       | Vereinigte Staaten     | Austin                              | Ben Kweller                                                                                 | 2007                |                   |                                          |                       |                                          | |
| The Orchard                             | Vereinigte Staaten     |                                     | Richard Gottehrer und Scott Cohen                                                           | 1997                |                   |                                          |                       |                                          | |
| The Reverberation Appreciation Society  | Vereinigte Staaten     | Austin                              |                                                                                             | 2010                |                   |                                          |                       |                                          | |
| The Rocket Record Company               | Vereinigtes Königreich |                                     | Elton John, Bernie Taupin, Gus Dudgeon, Steve Brown und andere                              | 1973                |                   |                                          |                       | Universal Music Group                    | |
| The Sirens Records                      | Vereinigte Staaten     |                                     | Steven Dolins                                                                               | 1975                |                   |                                          |                       |                                          | |
| The Social Registry                     | Vereinigte Staaten     | New York City                       |                                                                                             | 2003                |                   |                                          |                       |                                          | |
| The Swingin’ Pig Records                | Luxemburg              |                                     |                                                                                             | Anfang 1980er Jahre |                   |                                          |                       |                                          | |
| The Ultimate Group                      | Vereinigte Staaten     | Los Angeles                         | Chris Stokes                                                                                | 2000                |                   |                                          |                       | Universal Records                        | |
| The Verve Music Group                   | Vereinigte Staaten     |                                     | Norman Granz                                                                                | 1956                |                   |                                          |                       |                                          | |
| The Vinyl Division                      | Spanien                | Málaga                              | Darkwoods                                                                                   | 2015                |                   |                                          | Website               |                                          | |
| The Viper Label                         | Vereinigtes Königreich | Liverpool                           | Mike Badger und Paul Hemmings                                                               | 1999                |                   |                                          |                       |                                          | |
| The Winner Records                      | Vereinigtes Königreich |                                     | James Hough                                                                                 | 1912                | 1935              |                                          |                       |                                          | |
| Thee Sheffield Phonographic Corporation | Vereinigtes Königreich | Sheffield                           | Markie Mofo, Rob Chuck, Darren Chuck und Missy Tassles                                      |                     |                   |                                          |                       |                                          | |
| Thermidor Records                       | Vereinigte Staaten     |                                     | Per Rob Carducci und Jon Boshard                                                            | 1981                | 1986              |                                          |                       |                                          | |
| Thick Records                           | Vereinigte Staaten     | Chicago                             | Zak Einstein                                                                                | 1994                |                   |                                          |                       |                                          | |
| Thick Syrup Records                     | Vereinigte Staaten     | Little Rock                         | Travis McElroy                                                                              | 2006                |                   |                                          |                       |                                          | |
| Thinner                                 | Deutschland            |                                     | Thomas Jaldemark                                                                            | 1998                | 2009              |                                          |                       |                                          | |
| Third Man Records                       | Vereinigte Staaten     |                                     | Jack White                                                                                  | 2001                |                   |                                          |                       |                                          | |
| Third Mind Records                      | Vereinigtes Königreich |                                     | Gary Levermore                                                                              | 1983                | 1994              |                                          |                       |                                          | |
| Thirsty Ear                             | Vereinigte Staaten     |                                     |                                                                                             | 1990                |                   |                                          |                       |                                          | Das Label wurde in den 1970er Jahren als ein Marketing-Unternehmen gegründet. 1990 wurde Thirsty Ear zu einem eigenständigen Musikverlag mit angeschlossenem Label.                                       |
| This Charming Man Records               | Deutschland            | Münster                             | Christian Weinrich                                                                          | 2011                |                   |                                          |                       |                                          | |
| This Is American Music                  | Vereinigte Staaten     | Atlanta                             | Corey Flegel, Jay Cooper, Nick Nichols und Sean Courtney                                    | 2009                |                   |                                          |                       |                                          | |
| This Is Art Recordings                  | Vereinigtes Königreich | Leeds                               |                                                                                             | 2003                |                   |                                          |                       |                                          | |
| Thizz Entertainment                     | Vereinigte Staaten     | Vallejo                             | Mac Dre                                                                                     | 1999                |                   |                                          |                       |                                          | |
| Those Opposed Records                   | Frankreich             |                                     |                                                                                             | 2009                |                   |                                          | Website               |                                          | |
| Three Blind Mice (Plattenlabel)         | Japan                  |                                     | Takeshi Fujii                                                                               | 1970                |                   |                                          |                       |                                          | |
| Three Gut Records                       | Kanada                 | Guelph                              | Lisa Moran und Tyler Clarke Burke                                                           | 1999                |                   |                                          |                       |                                          | |
| Three One G                             | Vereinigte Staaten     | San Diego                           | Justin Pearson                                                                              | 1994                |                   |                                          |                       |                                          | |
| Threespheres                            | Vereinigte Staaten     | New York City                       |                                                                                             | 2001                |                   |                                          |                       |                                          | |
| Threshold House                         | Thailand               | Krung Thep                          | John Balance und Peter Christopherson                                                       | 1987                | 2003              |                                          |                       |                                          | |
| Threshold Records                       | Vereinigtes Königreich |                                     | Moody Blues                                                                                 | 1969                | 1976              |                                          |                       | London Records                           | |
| Thrill Jockey                           | Vereinigte Staaten     |                                     | Bettina Richards                                                                            | 1992                |                   |                                          |                       |                                          | |
| Thump Records                           | Vereinigte Staaten     |                                     |                                                                                             |                     |                   |                                          |                       |                                          | |
| Tiara Records                           | Vereinigte Staaten     |                                     | Florence Greenberg                                                                          | 1958                | 1959              |                                          |                       |                                          | |
| Tico Records                            | Vereinigte Staaten     | New York City                       | George Goldner                                                                              | 1948                |                   |                                          |                       |                                          | |
| Tiefdruckgebeat                         | Deutschland            | Berlin                              | Robin Alef, Florian Süselbeck                                                               | 2017                |                   | LC 85094                                 | Website               |                                          | |
| Tiefdruck-Musik                         | Deutschland            |                                     |                                                                                             | 1998                |                   |                                          |                       |                                          | |
| Tiger Lily Records                      | Vereinigte Staaten     |                                     | Morris Levy                                                                                 |                     |                   |                                          |                       |                                          | |
| Tiger Lily Records (Kanada)             | Kanada                 |                                     |                                                                                             | 1998                |                   |                                          |                       |                                          | |
| Tiger Style Records                     | Vereinigte Staaten     | New York City                       |                                                                                             | 2004                |                   |                                          |                       |                                          | |
| Tigerbeat6                              | Vereinigte Staaten     | San Francisco                       | Miguel Trost De Pedro                                                                       | 2000                |                   |                                          |                       |                                          | |
| Tigersushi Records                      | Frankreich             | Paris                               |                                                                                             |                     |                   |                                          |                       |                                          | |
| Tigertrap Records                       | Vereinigtes Königreich | London                              | Tom Edwards, Adie Nunn und Gill Barker                                                      | 2005                |                   |                                          |                       |                                          | |
| Timberyard Records                      | Australien             | Marrickville (New South Wales)      | Michael Danias                                                                              | 1985                |                   |                                          |                       |                                          | |
| Time Bomb Recordings                    | Vereinigte Staaten     |                                     |                                                                                             | 1994                | 2012              |                                          |                       |                                          | |
| Time Records                            | Italien                |                                     |                                                                                             |                     |                   |                                          |                       |                                          | |
| Time-Lag Records                        | Vereinigte Staaten     | Portland                            |                                                                                             |                     |                   |                                          |                       |                                          | |
| Time–Life                               | Vereinigte Staaten     | Fairfax, Virginia und New York City |                                                                                             | 1961                |                   |                                          |                       | Direct Holdings Global LLC               | |
| Timeless Records                        | Niederlande            |                                     | Wim Wigt                                                                                    | 1975                |                   |                                          |                       |                                          | |
| Timezone (Musiklabel)                   | Deutschland            |                                     | Gerald Oppermann                                                                            | 2003                |                   | LC 12791                                 |                       |                                          | |
| Timmi-kat ReCoRDS                       | Vereinigte Staaten     | Modesto                             | David Cole und Moon Trent                                                                   | 1991                |                   |                                          |                       |                                          | |
| Tino Corp.                              | Vereinigte Staaten     |                                     |                                                                                             |                     |                   |                                          |                       |                                          | |
| Tiny Dog Records                        | Vereinigtes Königreich | Wells-next-the-Sea                  |                                                                                             | 1999                |                   |                                          |                       |                                          | |
| Tiny Evil Records                       | Vereinigte Staaten     |                                     | Luke Wood                                                                                   |                     |                   |                                          |                       |                                          | |
| Tirk Records                            | Vereinigtes Königreich |                                     | Sav Remzi                                                                                   |                     |                   |                                          |                       |                                          | |
| Titanic Records                         | Vereinigte Staaten     | Cambridge                           |                                                                                             | 1973                |                   |                                          |                       |                                          | |
| TK Records                              | Vereinigte Staaten     | Hialeah                             | Henry Stone und Steve Alaimo                                                                | 1972                | 1981              |                                          |                       |                                          | |
| Toast Hawaii (Label)                    | Vereinigtes Königreich | Nottingham                          | Andy Fletcher                                                                               | 2002                |                   |                                          |                       | Mute/EMI                                 | |
| Toast Records                           | Italien                |                                     | Giulio Tedeschi                                                                             | 1985                |                   |                                          |                       |                                          | |
| Toccata Classics                        | Vereinigtes Königreich |                                     | Martin Anderson                                                                             | 2005                |                   |                                          |                       |                                          | |
| Todamerica Records                      | Brasilien              | São Paulo                           |                                                                                             | 1950                | 1970er Jahre      |                                          |                       |                                          | |
| Toes in the Sand Recordings             | Vereinigte Staaten     |                                     | David Christopher und Amy Dana                                                              | 2004                |                   |                                          |                       |                                          | |
| Töchtersöhne Records                    | Österreich             | Wien                                | Matthias Pirngruber, Bertram Kolar, Florian Ritt                                            | 2017                |                   | LC 85260                                 | Website               |                                          | |
| Tofu Records                            | Vereinigte Staaten     | Santa Monica                        | Yaz Noya                                                                                    | 2003                | 2007              |                                          |                       | Sony Music                               | |
| Tokabeatz                               | Deutschland            | Chemnitz                            | Torsten Katzschner                                                                          | 2001                |                   | LC 00413                                 |                       |                                          | |
| Tokuma Japan Communications             | Japan                  |                                     |                                                                                             |                     |                   |                                          |                       | Tokuma Shoten                            | |
| Tokyo Dawn Records                      | Deutschland            | Frankfurt                           | Marc Wallowy                                                                                | 1997                |                   |                                          |                       |                                          | |
| Tollie Records                          | Vereinigte Staaten     |                                     |                                                                                             | 1964                | 1965              |                                          |                       | Vee-Jay Records                          | Der Katalog von Vee Jay wurde 2014 von der Concord Music Group übernommen. |
| Tollshock                               | Deutschland            | Berlin                              |                                                                                             | 1994                |                   |                                          |                       |                                          | |
| Tomato Head Records                     | Vereinigte Staaten     | San Francisco                       | Chuck Phelps                                                                                | 1996                |                   |                                          |                       |                                          | |
| Tombstone Records                       | Vereinigte Staaten     | Portland                            | Fred Cole und Toody Cole                                                                    | 1988                |                   |                                          |                       |                                          | |
| Tomlab (Plattenlabel)                   | Deutschland            |                                     | Tom Steinle                                                                                 | 1997                |                   |                                          |                       |                                          | |
| Tommy Boy Records                       | Vereinigte Staaten     |                                     | Tom Silverman                                                                               | 1981                |                   |                                          |                       |                                          | |
| Tompkins Square Records                 | Vereinigte Staaten     | San Francisco                       | Josh Rosenthal                                                                              | 2005                |                   |                                          |                       |                                          | |
| Tonkutsche Records                      | Deutschland            | Mannheim                            | Florian C. Scholz                                                                           | 2007                |                   | LC 15904                                 | records.tonktusche.de |                                          | |
| Tonpress                                | Polen                  |                                     |                                                                                             |                     |                   |                                          |                       |                                          | |
| Tonträger 58                            | Deutschland            |                                     | Jörg A. Hoppe und Thomas Hermann                                                            | Anfang 1980er Jahre |                   |                                          |                       |                                          | |
| Tontraeger Records                      | Österreich             |                                     | Texta                                                                                       |                     |                   |                                          |                       |                                          | |
| Tonzonen Records                        | Deutschland            |                                     | Dirk Raupach                                                                                | 2012                |                   | LC 42615                                 |                       |                                          | |
| Too Pure                                | Vereinigtes Königreich |                                     | Paul Cox und Richard Roberts                                                                | 1990                |                   |                                          |                       |                                          | |
| Tooth & Nail Records                    | Vereinigte Staaten     |                                     |                                                                                             | 1993                |                   |                                          |                       |                                          | |
| Top Dawg Entertainment                  | Vereinigte Staaten     | Los Angeles                         | Anthony Tiffith                                                                             | 2004                |                   |                                          |                       |                                          | |
| Top Notch                               | Niederlande            |                                     | Kees de Koning                                                                              | 1995                |                   |                                          |                       |                                          | |
| Top Rank Records                        | Vereinigtes Königreich |                                     |                                                                                             | Ende 1950er Jahre   |                   |                                          |                       | The Rank Organisation                    | |
| Topic Records                           | Vereinigtes Königreich | Uppingham                           | Workers' Educational Association                                                            | 1939                |                   |                                          |                       |                                          | |
| Topshelf Records                        | Vereinigte Staaten     |                                     | Seth Decoteau, Kevin Duquette, Dan Sullivan                                                 | 2006                |                   |                                          |                       |                                          | |
| TopTen                                  | Estland                |                                     | Sven Lõhmus                                                                                 | 2002                |                   |                                          |                       |                                          | |
| Toshiba-EMI                             | Japan                  |                                     |                                                                                             | 1960                |                   |                                          |                       |                                          | |
| Totalrust Music                         | Israel                 | Jerusalem                           |                                                                                             | 2004                | 2015              |                                          |                       |                                          | |
| Total Holocaust Records                 | Schweden               | Partille                            | Håkan Jonsson                                                                               | 2002                | 2014              |                                          |                       |                                          | |
| Totentanz                               | Deutschland            | Oberhausen                          |                                                                                             | 1998                | 2017              |                                          |                       | VK Histomedia GmbH                       | |
| Tôt ou tard                             | Frankreich             |                                     | Vincent Frèrebeau                                                                           | 1996                |                   |                                          |                       |                                          | |
| Touch and Go Records                    | Vereinigte Staaten     |                                     | Tesco Vee und Dave Stimson                                                                  | 1980                |                   |                                          |                       |                                          | |
| Touch                                   | Vereinigtes Königreich |                                     | Jon Wozencroft & Mike Harding                                                               | 1982                |                   |                                          |                       |                                          | |
| Tough Stuff! Music                      | Deutschland            | Hürtgenwald                         | Patrick Scholl & Henrik Münchow                                                             | 2009                |                   |                                          | Website               |                                          | |
| Tower Records                           | Vereinigte Staaten     |                                     |                                                                                             | 1964                | 1970              |                                          |                       | Capitol Records                          | |
| Toy Tonics                              | Deutschland            | München                             | Mathias Modica                                                                              | 2013                |                   |                                          | Website               | Gomma                                    | |
| Tr1be Records                           | Vereinigtes Königreich |                                     |                                                                                             |                     | Erloschen         |                                          |                       |                                          | |
| Tracid Traxxx                           | Deutschland            |                                     | Kai Tracid                                                                                  | 1998                |                   |                                          |                       |                                          | |
| Track Records                           | Vereinigtes Königreich | London                              | Kit Lambert und Chris Stamp                                                                 | 1966                |                   |                                          |                       |                                          | |
| Trademark of Quality                    | Vereinigte Staaten     | Los Angeles                         |                                                                                             |                     | Erloschen         |                                          |                       |                                          | |
| Tradisom                                | Portugal               |                                     | José Moças                                                                                  | 1992                |                   |                                          |                       |                                          | |
| Tradition Records                       | Vereinigte Staaten     |                                     |                                                                                             | 1955                | 1966              |                                          |                       |                                          | |
| Tragic Hero Records                     | Vereinigte Staaten     |                                     | Tommy Lacombe, David Varnedoe, Jason Ganthner                                               | 2005                |                   |                                          |                       |                                          | |
| Trailerpark                             | Deutschland            |                                     | DNP, Pimpulsiv und Sudden                                                                   | 2009                |                   |                                          |                       |                                          | |
| Tramp Records                           | Deutschland            | Fahrenzhausen                       | Tobias Kirmayer                                                                             | 2003                |                   | LC 24072                                 | Website               |                                          | |
| Trance Syndicate                        | Vereinigte Staaten     | Austin                              | King Coffey                                                                                 | 1990                | 1999              |                                          |                       |                                          | |
| Trancelucent Productions                | Vereinigtes Königreich |                                     | Omri „Homsy“ Harari                                                                         | 2001                |                   |                                          |                       |                                          | |
| Trans Continental Records               | Vereinigte Staaten     |                                     | Lou Pearlman                                                                                |                     |                   |                                          |                       |                                          | |
| Transatlantic Records                   | Vereinigtes Königreich |                                     |                                                                                             | 1961                |                   |                                          |                       |                                          | |
| Transcending Obscurity Records          | Indien                 | Mumbai                              | Kunal Choksi                                                                                | 2013                |                   |                                          | Website               |                                          | |
| Transcopic                              | Vereinigtes Königreich |                                     | Graham Coxon                                                                                | 1998                | 2005              |                                          |                       |                                          | |
| Transgressive Records                   | Vereinigtes Königreich | London                              |                                                                                             | 2004                |                   |                                          |                       |                                          | |
| Transition Records                      | Vereinigte Staaten     |                                     | Tom Wilson                                                                                  | 1955                | Ende 1950er Jahre |                                          |                       |                                          | Der Katalog wurde Ende der 1950er Jahre von United Artists erworben |
| Translation Loss Records                | Vereinigte Staaten     |                                     | Christian McKennan                                                                          | 2003                |                   |                                          |                       |                                          | |
| Transmat                                | Vereinigte Staaten     |                                     | Derrick May                                                                                 | 1986                |                   |                                          |                       |                                          | |
| Transmission Communications             | Australien             | Brisbane                            | Dennis Remmer und Anna Petrou                                                               | 1994                |                   |                                          |                       |                                          | |
| Transubstans Records                    | Schweden               | Skivarp                             |                                                                                             | 2004                |                   |                                          |                       | Record Heaven                            | |
| Transylvanian Recordings                | Vereinigte Staaten     | Oakland                             | James Rauh                                                                                  | 2011                |                   |                                          | Website               |                                          | |
| Trash Aesthetics                        | Vereinigte Staaten     | London                              | Rob Fawkes und Claire Hewitson                                                              | 2004                |                   |                                          |                       |                                          | |
| Trash Art!                              | Vereinigte Staaten     | Providence                          |                                                                                             | 1997                |                   |                                          |                       |                                          | |
| Trash City Records Berlin               | Deutschland            |                                     | Arne Gesemann, Gundula Schneider                                                            | 1989                | 1995              |                                          |                       |                                          | |
| Thrash Massacre Records                 | Russland               |                                     |                                                                                             | 2008                |                   |                                          |                       | Metalism Records                         | |
| Trattoria Records                       | Japan                  |                                     | Keigo Oyamada                                                                               | 1993                |                   |                                          |                       | Polystar                                 | |
| Traum Schallplatten                     | Deutschland            |                                     | Jacqueline Reinhold, Riley Reinhold                                                         | 1998                |                   | LC 00496                                 |                       |                                          | |
| Trauma Records                          | Vereinigte Staaten     | Los Angeles                         | Paul Palmer und Rob Kahane                                                                  | 1993                |                   |                                          |                       |                                          | |
| Traumton Records                        | Deutschland            |                                     | Wolfgang Loos und Stefanie Marcus                                                           | 1992                |                   |                                          |                       |                                          | |
| Trax Records                            | Vereinigte Staaten     | Chicago                             |                                                                                             | 1983                |                   |                                          |                       |                                          | |
| Trekky Records                          | Vereinigte Staaten     | Chapel Hill                         | Martin Anderson und Will Hackney                                                            | 2001                |                   |                                          |                       |                                          | |
| trend is dead! records                  | Vereinigte Staaten     | Normal (Illinois)                   |                                                                                             | 1995                |                   |                                          |                       |                                          | |
| Trend Records                           | Vereinigte Staaten     |                                     |                                                                                             |                     | Erloschen         |                                          |                       |                                          | |
| Trensmat Records                        | Irland                 | Trim (Irland)                       | Whirling Hall Of Knives                                                                     | 2006                |                   |                                          |                       |                                          | |
| Trente Oiseaux                          | Deutschland            |                                     | Bernhard Günter                                                                             | 1995                |                   |                                          |                       |                                          | |
| Tres Records                            | Vereinigte Staaten     |                                     | Christopher Cesar Portugal                                                                  | 2004                |                   |                                          |                       |                                          | |
| Tresor Records                          | Deutschland            |                                     | Dimitri Hegemann                                                                            | 1991                |                   | LC 07572 (1991–2002), LC 03702 (ab 2002) |                       | Interfisch                               | |
| Tri-Ergon Photo-Electro-Records         | Deutschland            |                                     | Joseph Benedict Engl, Hans Vogt und Joseph Massolle                                         | 1928                | 1932              |                                          |                       | Tri-Ergon Musik AG                       | |
| Trial & Error Records                   | Australien             | Melbourne                           |                                                                                             | 1997                |                   |                                          |                       |                                          | |
| Tribe (Musikervereinigung)              | Vereinigte Staaten     |                                     | Wendell Harrison und Phil Ranelin, Marcus Belgrave, Harold McKinney                         | 1972                |                   |                                          |                       |                                          | |
| Tribe Records (Norwegen)                | Norwegen               |                                     |                                                                                             | 1998                |                   |                                          |                       |                                          | |
| Tribe Records                           | Vereinigte Staaten     | Detroit                             |                                                                                             |                     |                   |                                          |                       |                                          | |
| Tribunal Records                        | Vereinigte Staaten     | Greensboro                          | Matt Rudzinski                                                                              | 1999                |                   |                                          |                       |                                          | |
| Tribute Records                         | Vereinigte Staaten     |                                     | Ben Tankard und George King                                                                 | 1990                | 1996              |                                          |                       |                                          | |
| Tricatel                                | Frankreich             |                                     | Bertrand Burgalat                                                                           | 1995                |                   |                                          |                       |                                          | |
| Trickdisc Recordings                    | Österreich             |                                     | Thomas Kienast                                                                              | 1998                |                   |                                          |                       |                                          | |
| Tridroid Records                        | Vereinigte Staaten     | New York City                       | Andrew Rehberger                                                                            | 2012                |                   |                                          |                       |                                          | |
| Trifekta                                | Australien             | Fitzroy (Victoria)                  | Tom Larnach-Jones, Tim Everest und Paul Towner                                              | 1997                |                   |                                          |                       |                                          | |
| Trikont Musikverlag                     | Deutschland            |                                     |                                                                                             | 1967                |                   |                                          |                       | Trikont Musikverlag                      | |
| Trill Entertainment                     | Vereinigte Staaten     |                                     | Boosie Badazz                                                                               | 2001                |                   |                                          |                       |                                          | |
| Trinity Records                         | Hongkong               |                                     |                                                                                             | 2002                | 2010              |                                          |                       |                                          | |
| Triple Crown Records                    | Vereinigte Staaten     |                                     | Fred Feldman                                                                                | 1997                |                   |                                          |                       |                                          | |
| Triple X Records                        | Vereinigte Staaten     |                                     | Charlie Brown, Peter Heur, Dean Naleway                                                     | 1985                | 2009              |                                          |                       |                                          | |
| Trisol Music Group                      | Deutschland            | Groß-Zimmern                        |                                                                                             | 1997                |                   |                                          |                       |                                          | |
| Triumph Records (UK)                    | Vereinigtes Königreich | London                              | Joe Meek und William Barrington-Coupe                                                       | 1960                | 1961              |                                          |                       |                                          | |
| Triumph Records (US)                    | Vereinigte Staaten     |                                     | Herb Abramson                                                                               | 1958                | 1960              |                                          |                       |                                          | |
| Trix Records                            | Vereinigte Staaten     |                                     | Peter B. Lowry                                                                              | 1972                | 1982              |                                          |                       |                                          | |
| Trojan Records                          | Vereinigtes Königreich |                                     | Chris Blackwell & Lee Gopthal                                                               | 1967                |                   | LC 6448                                  |                       |                                          | |
| Trollzorn Records                       | Deutschland            |                                     | Stefan Heinemeyer, Kai                                                                      | 2004                |                   |                                          |                       |                                          | |
| Trost Records                           | Österreich             |                                     |                                                                                             | 1991                |                   |                                          |                       |                                          | |
| Troubleman Unlimited Records            | Vereinigte Staaten     | Bayonne                             | Mike Simonetti                                                                              | 1993                |                   |                                          |                       |                                          | |
| Trout Music                             | Vereinigte Staaten     | Houston                             | Trout Fishing in America                                                                    | 1979                |                   |                                          |                       |                                          | |
| Tru 'Dat' Entertainment                 | Vereinigte Staaten     | Los Angeles                         | Hysear Randell                                                                              | 2006                |                   |                                          |                       |                                          | |
| Tru Thoughts                            | Vereinigtes Königreich | Brighton                            | Robert Luis und Paul Jonas                                                                  | 1999                |                   |                                          |                       |                                          | |
| Truck Records                           | Vereinigtes Königreich | Oxford                              |                                                                                             |                     |                   |                                          |                       |                                          | |
| True North Records                      | Kanada                 |                                     |                                                                                             | 1969                |                   |                                          |                       |                                          | |
| True Tone Records                       | Vereinigte Staaten     | New Orleans                         |                                                                                             | 1960er Jahre        |                   |                                          |                       |                                          | |
| True Tone Records (Australien label)    | Australien             |                                     | Michael Crawley                                                                             | 1997                |                   |                                          |                       |                                          | |
| Trumpet Records                         | Vereinigte Staaten     |                                     | Lillian McMurry und Willard McMurry                                                         | 1951                |                   |                                          |                       |                                          | |
| Trumpet Swan Productions                | Vereinigte Staaten     |                                     | Sophie B. Hawkins                                                                           | 2001                |                   |                                          |                       |                                          | |
| Trunk Records                           | Vereinigtes Königreich |                                     | Jonny Trunk                                                                                 | 1995                |                   |                                          |                       |                                          | |
| Trust in Trance Records                 | Israel                 |                                     | Avi Nissim, Yaniv Haviv und Guy Sabbag                                                      | 1993                |                   |                                          |                       |                                          | |
| Trustkill Records                       | Vereinigte Staaten     |                                     | Josh Grabelle                                                                               | 1993                |                   |                                          |                       |                                          | |
| Try Me Records                          | Vereinigte Staaten     |                                     | James Brown                                                                                 | 1963                |                   |                                          |                       |                                          | |
| T-Series                                | Indien                 | Noida                               | Gulshar Kumar                                                                               | 1983                |                   |                                          |                       |                                          | |
| TS Entertainment                        | Südkorea               |                                     | Kim Tae-song                                                                                | 2008                |                   |                                          |                       |                                          | |
| TSOP Records                            | Vereinigte Staaten     | Philadelphia                        | Kenneth Gamble und Leon Huff                                                                | 1974                |                   |                                          |                       |                                          | |
| TSR Records                             | Vereinigte Staaten     | Tarzana                             |                                                                                             | 1981                |                   |                                          |                       |                                          | |
| TTS Media Music                         | Deutschland            | Osterholz-Scharmbeck                | Jörg Rainer Friede                                                                          | 1999                | 2004              | LC 01503                                 |                       |                                          | |
| TT35 Records                            | Deutschland            | Dresden                             | Tony Thiele                                                                                 | 2024                |                   | LC 102763                                | Website               |                                          | |
| Türküola                                | Deutschland            |                                     | Rightholder - Ayhan Uslu                                                                    | 1960er Jahre        |                   |                                          | www.cilemrecords.com  | USLU MÜZIK                               | Cilem Records International uG, Ceo: Ayhan Uslu Carl-Schurz-Str. 3C 86156 Augsburg, Bayern Germany, https://register.dpma.de/DPMAregister/marke/register/3020180241081/DE                                 |
| Tuff Gong                               | Jamaika                |                                     | Bob Marley                                                                                  | 1970                |                   |                                          |                       |                                          | |
| Tug Records                             | Vereinigtes Königreich |                                     | Guy Holmes                                                                                  | 1988                |                   |                                          |                       |                                          | |
| TUM Records                             | Finnland               |                                     | Petri Haussila                                                                              | 2003                |                   |                                          |                       |                                          | |
| Tumi Music                              | Vereinigtes Königreich |                                     | Mo Fini                                                                                     | 1983                |                   |                                          |                       |                                          | |
| Tumult Records                          | Vereinigte Staaten     | San Francisco                       | Andee Connors                                                                               | 1999                |                   |                                          |                       |                                          | |
| Tuneflash Music                         | Deutschland            |                                     | Luke Mathes, Vincent Kubera                                                                 | 2015                |                   |                                          | Website               |                                          | |
| Tunnel Records                          | Deutschland            |                                     | Tunnel Club                                                                                 | 1993                |                   |                                          |                       |                                          | |
| Tutl                                    | Dänemark               |                                     | Kristian Blak                                                                               | 1977                |                   | LC 30359                                 |                       |                                          | |
| Twang! Records                          | Deutschland            | Berlin                              | Mike Korbik                                                                                 | 1983                | inaktiv           |                                          |                       |                                          | |
| TV-Freak Records                        | Japan                  | Tokio                               |                                                                                             | 1997                | 2017              |                                          | Website               |                                          | |
| TVT Records                             | Vereinigte Staaten     | New York City                       | Steve Gottlieb                                                                              | 1985                | 2008              |                                          |                       |                                          | |
| Twin/Tone Records                       | Vereinigte Staaten     | Minneapolis                         | Peter Jesperson, Charley Hallman und Paul Stark                                             | 1977                | 1994              |                                          |                       |                                          | |
| Twisted Chords                          | Deutschland            |                                     |                                                                                             | 1996                |                   |                                          |                       |                                          | |
| Twisted Nerve Records                   | Vereinigtes Königreich | Manchester                          |                                                                                             |                     |                   |                                          |                       |                                          | |
| Twisted Records                         | Vereinigtes Königreich | London                              | Simon Posford und Simon Holtom                                                              | 1996                |                   |                                          |                       |                                          | |
| Twisted Records (US)                    | Vereinigte Staaten     |                                     | Rob Di Stefano und Mark Davenport                                                           | 1996                |                   |                                          |                       |                                          | |
| Tympanik Audio                          | Vereinigte Staaten     |                                     | Paul Nielsen                                                                                | 2007                |                   |                                          |                       |                                          | |
| Tyrolis                                 | Österreich             |                                     | Helmut Rasinger                                                                             | 1967                |                   |                                          |                       |                                          | |
| Tyscot Records                          | Vereinigte Staaten     | Indianapolis                        | Craig Tyson und Leonard Scott                                                               | 1976                |                   |                                          |                       |                                          | |
| Tzadik                                  | Vereinigte Staaten     |                                     | John Zorn, Kazunori Sugiyama                                                                | 1995                |                   |                                          |                       |                                          | |